# 裴义理

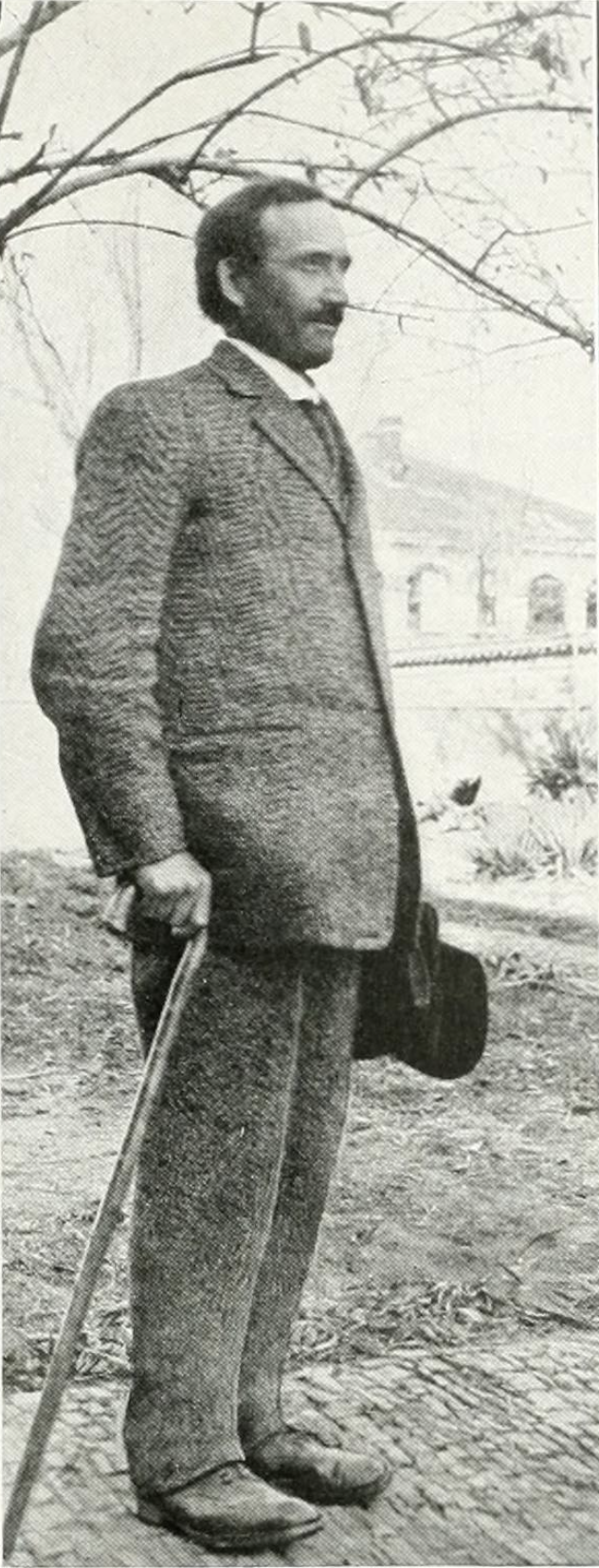
裴义理教授在南京大学

裴义理（Joseph Bailie，1860年7月11日—1935年11月15日），又译约瑟夫·培黎、约瑟夫·贝利，男。加拿大籍美国人，生于爱尔兰，美国美北长老会传教士。他是近代中国农业教育与林业发展的重要推动者之一。他在中国生活和工作多年，结识了张謇、路易·艾黎等人，热衷慈善事业，曾参与创办金陵大学农林科（后发展为南京农业大学和南京林业大学），是中国高等农业教育的先驱人物，并倡议设立中国首个植树节。但其偏执的个性也限制了其实际成就。

## 生平
裴义理于1860年出生于北爱尔兰安特里姆，其父为威廉·培黎，1888年在贝尔法斯特女王大学学习并获得文学学士学位，随后赴美国学习神学。1890年，受美北长老会（American Presbyterian Mission，North）派遣，他前往中国传教，最初在苏州长老会供职，在阊门外上津桥租房布道，又在城内郡庙讲授英语。1891年结婚，育有三女。1899年至1901年，他被聘为京师大学堂（今北京大学前身）教习和慈禧太后宫廷中的英语教师，开始接触中国社会与文化。
1910年，裴义理应聘为金陵大学担任高等数学教习，定居南京。他不仅教授数学，还逐渐从宗教传播转向农业改良和社会救济事业。1911年发起成立中国义农会（华洋义赈会）。1911至1918年，参与中国垦殖与移民计划，在安徽来安、吉林建立了定居点。1914年创办金陵大学农科，为中国高等农业教育的开始。1915年，又在中国倡导成立植树节。1928年，结识路易·艾黎。1935年自杀。

## 农业与林业事业贡献

### 创办金陵大学农科
1914年，裴义理向金陵大学提议，仿美国农业大学创办中国第一所高等农业教育机构——金陵大学农科，采用半工半读制度培养实用型人才。次年又增设林科，1916年合并为农林科，裴义理任首任科长。这是中国现代高等农业和林业教育的开端。初创时期经费拮据，但裴义理带领团队精打细算、认真教学。从办学起到抗战开始，毕业生约1200余人，占全国高等农业学校毕业生的三分之一。全国农业机关都有农学院的学生。
不过，裴义理本人缺乏正规的农林业知识，他仅有在爱尔兰农场的童年经历和神学背景。但他极力倡导实践和田间劳动，改变学生轻视体力劳动的观念，并聘请了芮思娄（John Reisner）等少数拥有农业学位的外国专家负责具体教学工作。

### 以农林代赈

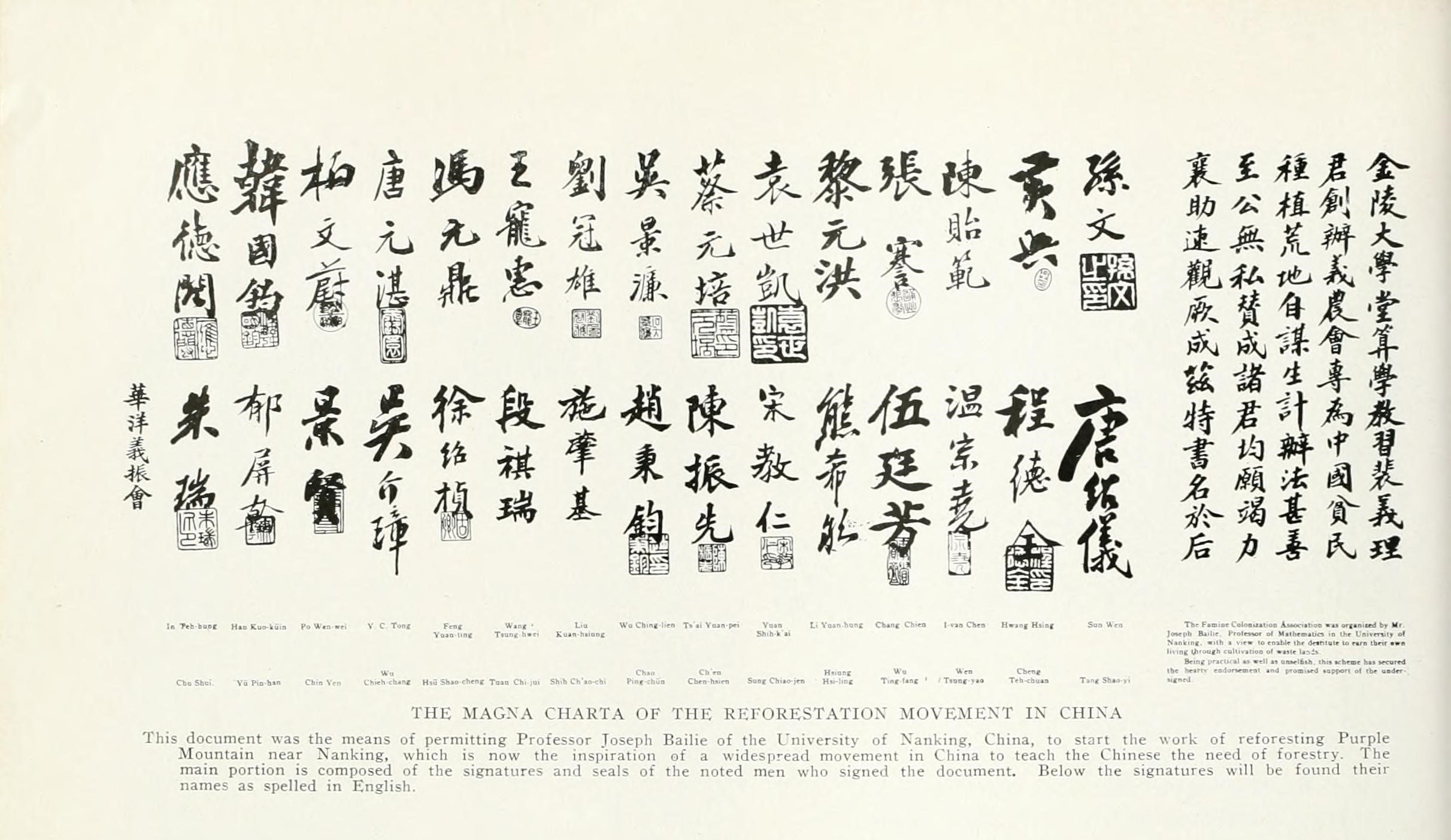
华洋义赈会上的民国要人签字：孙文、唐绍仪、黄兴、程德全、陈贻范、温宗尧、张謇、伍廷芳、黎元洪、熊希龄、袁世凯、宋教仁、蔡元培、陈振先、吴景濂、赵秉钧、刘冠雄、施肇基、王宠惠、段祺瑞、冯元鼎、徐绍桢、唐元湛、吴介璋、柏文蔚、景贤、韩国钧、郁屏翰、应德闳、朱瑞

1911年，豫东各地荒旱，大量灾民涌入南京。裴义理联合江苏、安徽地方士绅发起成立“中国义农会”，主张“以工代赈”，组织灾民开垦荒地、植树造林，并传授农业技术。1913年，孙中山在金陵大学领衔在义农会呼吁书上签名，并批准拨给紫金山、青龙山荒地4000亩作为义农会垦荒造林之用。不仅解决了部分灾民生计问题，也为南京东郊绿化打下基础。
1911年江皖水灾，裴找到刚刚就任南京临时政府实业总长的张謇，讲述了“招选贫民，开垦荒地，酌给费用，以工代赈，并教以改良农事与园艺之方”的设想。后成立了 “中国义农会”，得到孙中山、袁世凯、黄兴、黎元洪等民国要人的帮助，由华洋董事组成董事会，故又称 “华洋义赈会”。

### 设立植树节
1915年清明节期间，裴义理乘火车赴上海途中，发现民众扫墓时有在坟地植树的传统习俗（“不树者，无椁”）。他由此受到启发，致信北洋政府农业总长张謇，建议在全国推广清明节前后植树活动。1915年，张謇亲赴南京主持由裴义理组织的赈灾植树典礼。同年，北洋政府采纳其和凌道扬、韩安的建议，通令全国将清明节定为“植树节”，此为中国植树节之始。1928年，南京国民政府将植树节日期改为3月12日，以纪念孙中山逝世。

### 和张謇的友谊
张謇和裴义理两人因1911年江皖水灾赈济工作结识，张謇在担任农商总长期间，不仅批准扩大紫金山林场范围，还给予经费与人员支持。一名外国人如此热心于赈济中国灾民和农林事业，令张謇敬佩。即使在裴返回美国之后，两人仍保持书信往来，交流教育理念与社会改革经验。张謇于1925年9-10月间给裴的回信中，可见二者感情：
义理先生大鉴：
久不晤谈，良亦相念。忽得手书，敬悉在美为华学生多方介绍学业之事。仆为诸生感荷，宁有涯涘？
尊论就工厂立学校易，就学校立工厂难。是诚明乎世界社会经济教育之原理，何止中国？敬佩，敬佩！南通办法本以实业、教育互相为助，故纺织学校就纱厂而成，现尚可勉力支持。余如师范、农科大学、商业、医学等校，虽仍求助于各实业公司，对外界则不予不取，而各公司之担负则亦甚重矣。

执事拟来通一谈亦好，敝邑各学校、各公司亦正拟请教也。何日可来，先电示。复请大安！
直至晚年，张謇仍为裴义理所托之事奔走协调，处理义农会内部问题。

### 赈济工农和工合先声
裴义理一生致力于改善中国农民生活条件。1920年，山东大旱成灾，他引导了大量鲁民出关，在吉林一带定居。
1920年，英美工党排斥华工，裴义理亲自游说，拜访大量公司的董事和工厂经理，使福特等英美工厂相继同意中国学生实习。四五年间，留美学生受他帮助的约几百人。抗战中，这些学生都为中国工合事业作出了贡献，如刘广沛、林福裕、吴去非、毛北屏、黄小民、译锦韬和梁士纯等。

## 晚年
1931年九一八事变后，裴义理返回美国。1933年第三次来华，在安徽和县任法院顾问，推行育林计划，育苗300万株。但由于健康恶化，他于1934年回国治疗，1935年11月15日，在美国加州伯克利因病痛困扰而自杀，享年75岁。

## 纪念与评价
裴义理去世后，金陵大学师生感念其贡献，将1925年建成的农学院大楼命名为“裴义理堂”（现为南京大学化学系楼）。他倡导的植树造林理念深入人心，直接影响了如今紫金山的茂密林木和中国植树节的确立与推广。施思明曾致函字林西报，代表旅英中国学生和英国归国留学生表示哀悼。

裴义理曾经郑重地对其学生路易·艾黎说： 
你年纪尚轻，还可大有作为，然而所望于君者，不要做一寻常的外国人，专门剥削中国以自肥。你应帮助中国、救护中国，使中国人能完全自立。
艾黎后以其姓氏培黎（Bailie）命名了北京培黎职业学院等一众培黎学校。
美国历史学家兰德尔·斯特罗斯（Randall Stross）认为，裴义理对中国农业的投入充满了狂热，但其热情来得快去得也快，当过高期望受挫后便转向新的事业。其个性的偏执、易怒以及难以与中外人士有效合作，也限制了他的成就。其经历反映了20世纪初中美关系的某种根本张力：双方都倾向于从抽象的层面看待对方，美国人易将中国人理想化，而中国人则可能对外国人的善意援助抱持怀疑。裴义理最终留给中国农村的更多是一种无谓的“勤劳苦干”，而他具体的殖民方案和农业改良措施效果有限，其建立的农林科系也主要由后人发展壮大。